# Оксид плутония(VI)
Оксид плутония(VI) — неорганическое соединение,
окисел плутония
с формулой PuO3,
не растворяется в воде,
образует кристаллогидраты — золотисто-красные кристаллы.

## Получение
- Получают гидроксид плутония(III), который на воздухе переходит в гидроксид плутония(IV), а затем через суспензию пропускают кислород, содержащий озон [3]:

{\displaystyle {\mathsf {Pu(OH)_{4}+O_{3}\ {\xrightarrow {90^{o}C}}\ PuO_{3}\cdot H_{2}O\downarrow +O_{2}\uparrow +H_{2}O}}}

## Свойства
Оксид плутония(VI) образует гидраты переменного состава PuO3•x H2O, где x = 0,8÷1, — золотисто-красные кристаллы. В безводном состоянии не получен: при попытке отделить воду разлагается. При стоянии на воздухе поглощает влагу до состава PuO3•H2O. Не растворяется в воде.
- Разлагается при нагревании[4]:

{\displaystyle {\mathsf {2PuO_{3}\cdot xH_{2}O\ {\xrightarrow {200^{o}C}}\ 2PuO_{2}+O_{2}+2xH_{2}O}}}
- Растворяется в кислотах с образованием солей плутонила (например, нитрат плутонила, фторид плутонила):

{\displaystyle {\mathsf {PuO_{3}\cdot xH_{2}O+2HNO_{3}\ {\xrightarrow {}}\ PuO_{2}(NO_{3})_{2}+(x+1)H_{2}O}}}